# Erik Bondo
Erik Bondo är en dansk travkusk och travtränare verksam i Santa Croce sull'Arno nära Pisa i Italien. Han har under sin karriär vunnit flertalet internationella storlopp och kört in över 53 miljoner euro. Han har bland annat tränat hästar som Abano As, Deimos Racing, Legendary Lover K. och Shadow Gar. Han tränade även stjärnstoet Unicka och hingsten Vampire Dany, som mystiskt kidnappades från stallet 2017.

## Karriär
Mellan 1995 och 2002 var Erik Bondo anställd som privattränare för Pietro Gubellinis hästar i Milano. Under tiden vann han flertalet stora lopp. 2002 avbröts samarbetet och Bondo startade en egen träningsverksamhet.
Bondo tränade Abano As, som i lopp kördes av den belgiska kusken Joseph Verbeeck. Abano As segrade bland annat i Prix d'Amérique (2003), och var tvåa i loppet året efter. Efter segern i Prix d'Amérique bjöds hästen in till 2003 års upplaga av Elitloppet på Solvalla där han fick sällskap av stallkamraten Legendary Lover K. som kördes av Pietro Gubellini. Legendary Lover K. startade i det första försöksheatet och kom på sjunde plats, och kvalificerade sig därmed inte till final. Abano As startade i det andra kvalheatet och slutade på fjärde plats, och kvalificerade sig därmed till final. Även i finalheatet slutade Abano As på fjärde plats, medan loppet vanns av From Above körd av Örjan Kihlström.
Tillsammans med hästen Ghibellino deltog Bondo i 2009 års upplaga av Elitloppet på Solvalla. I loppet kördes hästen av Roberto Andreghetti, och ekipaget startade från spår 2 i det första kvalheatet. Ekipaget diskvalificerades för galopp. I kvalheatet segrade Sahara Dynamite körd av Björn Goop.
2013 hade Bondo, tillsammans med Jerry Riordan, även planer på att öppna en filial i Sverige, då italiensk travsport befann sig i en djup kris, och flera travbanor var stängda.
2020 var den mest lovande hästen i Bondos stall Hill’s Angel, som flera gånger lovordats av Bondo. Hästen flyttades sedan till Björn Goops träning.

## Försvinnandet av Unicka och Vampire Dany
Bondo tränade under en tid stjärnstoet Unicka, som av många sades vara en av Europas bästa travhästar. Som treåring så segrade hon i bland annat Gran Premio Orsi Mangelli och Derby italiano di trotto. Unicka ansågs av många vara efterträdare till den italienska stjärnhästen Varenne, som vann i princip allt under sin tävlingskarriär. Natten mot den 7 mars 2017 blev hon kidnappad ur stallet i Santa Croce sull'Arno. På morgonen då stallpersonalen skulle titta till hästarna så var fyraåriga Unicka och en till häst, treåriga Vampire Dany, som också spåddes ett mycket fint tävlingsår, spårlöst borta. Kretsen kring hästen larmade omedelbart polisen, som då påbörjade en utredning om kidnappningen. Det spåddes att den italienska maffian låg bakom kidnappningen.
Den 14 november 2017 greps två personer misstänkta för kidnappningen. Det kom även uppgifter om att de Unicka och Vampire Dany skulle vara vid liv, men bekräftades aldrig. Namnen på de misstänkta offentliggjordes aldrig, då man misstänkte att en större liga låg bakom bortförandet. Varken Unicka eller Vampire Dany är fortfarande ej återfunna (2022).

## Segrar i större lopp
| År   | Lopp                           | Häst             | Kusk / Ryttare       | Lopptyp |
| ---- | ------------------------------ | ---------------- | -------------------- | ------- |
| 2003 | Prix d'Amérique                | Abano As         | Joseph Verbeeck      | Grupp 1 |
| 2008 | Copenhagen Cup                 | Ghibellino       | Roberto Andreghetti  | Grupp 1 |
| 2014 | Gran Premio Duomo              | Louvre           | Federico Esposito    | Grupp 2 |
| 2016 | Gran Premio Orsi Mangelli      | Unicka           | Pietro Gubellini     | Grupp 1 |
| 2016 | Gran Criterium                 | Vampire Dany     | Roberto Andreghetti  | Grupp 1 |
| 2016 | Derby italiano di trotto       | Unicka           | Pietro Gubellini     | Grupp 1 |
| 2017 | Lady Snärts Lopp               | Shadow Gar       | Pietro Gubellini     |         |
| 2017 | Energima Cup                   | Turno di Azzurra | Örjan Kihlström      | Grupp 2 |
| 2018 | Gran Premio Nazionale          | Zaccaria Bar     | Federico Esposito    | Grupp 1 |
| 2020 | Margaretas Tidiga Unghästserie | Hill’s Angel     | Björn Goop           |         |
| 2022 | Prix de Bourgogne              | Cokstile         | Gabriele Gelormini   | Grupp 2 |
| 2022 | Finlandialoppet                | Cokstile         | Christoffer Eriksson | Grupp 1 |